# Anthony Joseph Drexel
Anthony Joseph Drexel I (Filadelfia, 13 settembre 1826 – Karlsbad, 30 giugno 1893) è stato un imprenditore e banchiere statunitense, socio di J.P. Morgan e fondatore della Drexel University di Filadelfia.

## Biografia
Era il figlio del banchiere Francis Martin Drexel, e di sua moglie, Catherine Hookey. Era il fratello di Francis Anthony Drexel e Joseph William Drexel e lo zio di Santa Katharine Drexel.

## Carriera
All'età di 13 anni iniziò a lavorare nella casa bancaria fondata tre anni prima da suo padre. Nel 1847 fu nominato membro della Drexel & Co., che divenne ben presto una grande banca statunitense e sarebbe confluita poi nella Drexel Burnham Lambert.
Dopo la morte di suo padre nel 1863, Drexel chiuse gli uffici della banca a Chicago e San Francisco e cambiò il nome della filiale di New York da Read, Drexel & Co. a Drexel Winthrop. Nel 1867 fondò una società bancaria separata con sede a Parigi, Drexel, Harjes & Co. , con John H. Harjes e Eugene Winthrop.
Tre anni più tardi, nel 1871, Drexel entrò in società con John Pierpont Morgan e fondò la Drexel, Morgan & Co., la quale dopo la sua dipartita divenne la banca J.P. Morgan & Co. La Drexel, Morgan & Co., con sede a New York, inizialmente servì clientela europea e assorbì Drexel, Harjes & Co., che ne divenne il braccio operativo in Francia. La banca nel 1890 fu determinante per lanciare l'attività di Andrew Carnegie. Nello stesso anno, Drexel portò la bara di Junius Spencer Morgan. Nel 1891 fondò la Drexel University.

## Matrimonio
Nel 1850 sposò Ellen B. Rozet (1832–1891), figlia di John Roset. Sebbene cresciuto come cattolico romano, Drexel si convertì successivamente alla fede episcopale di sua moglie. Ebbero nove figli:
- Emilie Taylor Drexel (1851-1883), sposò Edward Biddle III;
- Frances Katherine Drexel (1852-1892), sposò James William Paul Jr.;
- Marie Rozet Drexel (1854-1855);
- Mae E. Drexel (1857–1886), sposò Charles T. Stewart;
- Sarah Rozet "Sallie" Drexel (1860–1929), sposò in prime nozze John R. Fell Sr. e in seconde nozze Alexander Van Rensselaer[3];
- Francis Anthony Drexel II (1861-1869);
- John Rozet Drexel (1863-1935), sposò Alice Gordon Troth;
- Anthony Joseph Drexel Jr. (1864-1934), sposò in prime nozze Margarita Armstrong[4] e in seconde nozze Brinsley FitzGerald;
- George William Childs Drexel (1868-1944), sposò Mary Stretch Irick.

Alla morte di sua cognata, Hannah Jane Langstroth Drexel, nel 1858, Anthony ed Ellen si presero cura delle sue nipoti, Elizabeth di tre anni e Katherine di cinque settimane per i successivi due anni. Quando suo fratello maggiore Francis sposò Emma Bouvier nel 1860, Francis portò a casa le sue due figlie.
Nel 1893 all'apertura della successione il valore delle proprietà di Drexel ammontava a 30 milioni di dollari dell'epoca.

## Morte
Drexel morì per un attacco di cuore il 30 giugno 1893, a Karlsbad, oggi Karlovy Vary,  all'età di 66 anni, e fu sepolto nel Woodlands Cemetery di Filadelfia.